# Exotische sfeer
In de differentiaaltopologie, een deelgebied van de wiskunde, is een exotische sfeer een differentieerbare variëteit die homeomorf is met de standaard euclidische {\displaystyle n}-sfeer, maar niet daarmee diffeomorf. Dat betekent dat een dergelijke variëteit {\displaystyle M} vanuit topologisch oogpunt weliswaar een sfeer is, maar vanuit het oogpunt van haar differentieerbare structuur juist geen sfeer is. Dus als {\displaystyle M} dimensie {\displaystyle n} heeft, bestaat er een homeomorfisme
{\displaystyle h:M\to S^{n}},
maar is geen enkele {\displaystyle h} een diffeomorfisme.
De eerste exotische sferen werden in 1956 door John Milnor geconstrueerd in dimensie {\displaystyle n=7} als {\displaystyle S^{3}}-bundels over {\displaystyle S^{4}}. Hij toonde aan dat er ten minste 7 differentieerbare structuren op de 7-sfeer bestaan. In 1959 liet Milnor in elke dimensie zien dat de diffeomorfisme klassen van georiënteerde exotische sferen niet-triviale elementen van een abelse monoïde onder verbonden som vormen, wat een eindige abelse groep is, wanneer de dimensie niet gelijk is aan 4. De classificatie van exotische sferen door Michel Kervaire en John Milnor (1963) heeft laten zien dat de georiënteerde exotische 7-sferen de niet-triviale elementen van een cyclische groep van orde 28 onder de operatie van de verbonden som zijn.